# Замок Мацумото
Замок Мацумото (яп. 松本城, мацумото-дзьо) — замок у місті Мацумото, префектури Наґано, Японія. Популярна назва "замок ворона" (яп. 烏城, удзьо). Збудований у 1593 — 1594 роках Ісікавою Кадзумасою на місці форту родів Оґасавара і Такеда. Сьогодні служить як музей і приклад японського замкової архітектури періодів Адзуті-Момояма й Едо. Разом із замками Кумамото і Хімедзі входить до "трьох видатних замків Японії".

## Історія
Походження замку сходить до періоду Сенгоку. Укріплення було збудонано в провінції Сінано, Сімадачі  Саданаґою з клану Оґасавара, в епоху Ейсьо (1504-1520). Він спочатку називався замком Фукаші. У1550 році його захопив клан Такеда.
Після вбивства Оди Набунаґи в 1582 році, замок був захоплений Оґавасавара Досецузаєм за підтримки Уесуґі Каґекацу. Його племінник, Оґасавара Садайосі, пізніше присягнув на вірність Токуґаві Ієясу та перейменував замок у Замок Мацумото. Впродовж періоду Едо слугував основною резиденцією даймьо Мацумото-хан. 
Після реставрації Мейдзі, у 1872 році був проданий з аукціону. У 1952 році був занесений до списку Національних скарбів Японії. 

## Галегея

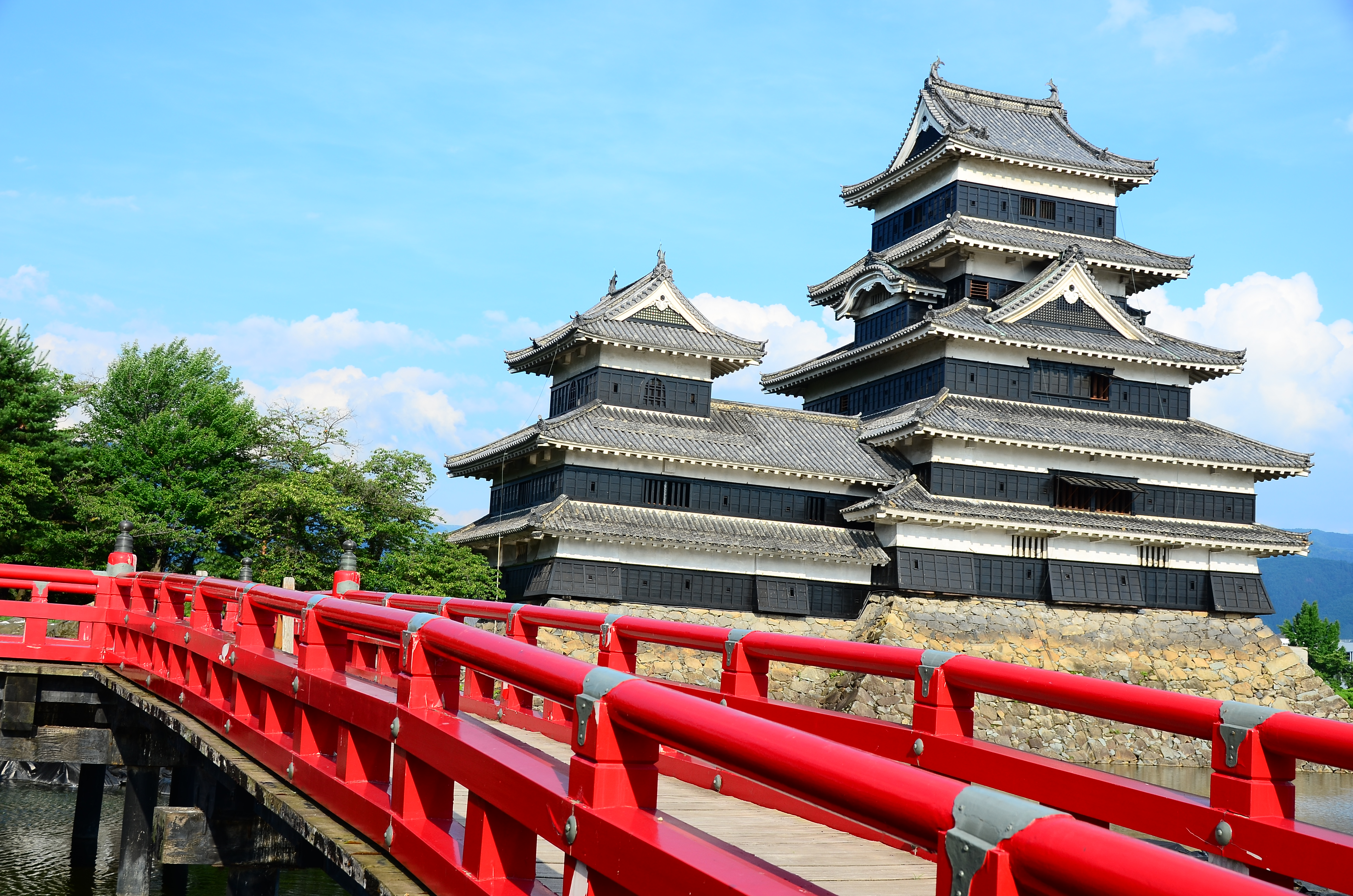
замок Мацумото

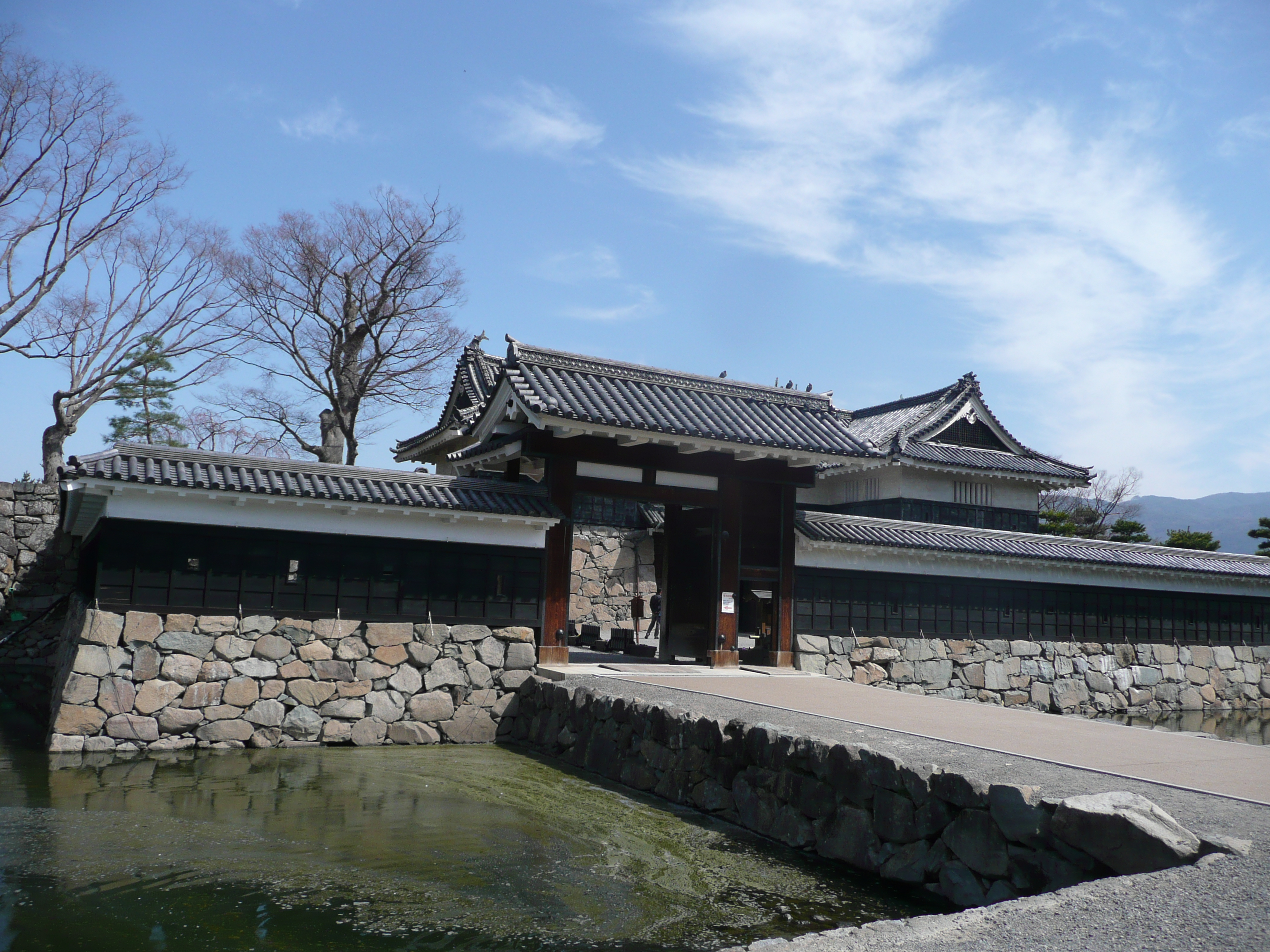
Чорні ворота замку Мацумото